# Christophe Segura
Christophe Ségura (ur. 21 sierpnia 1974 w Bourg-Saint-Maurice) – francuski snowboardzista. Jego najlepszym wynikiem olimpijskim jest 12. miejsce w gigancie na igrzyskach w Nagano. Zajął 11. miejsce w gigancie na mistrzostwach świata w San Candido. Najlepsze wyniki w Pucharze Świata osiągnął w sezonie 1997/1998, kiedy to zajął 51. miejsce w klasyfikacji generalnej.
W 2002 r. zakończył karierę.

## Sukcesy

### Igrzyska olimpijskie
| Miejsce | Dzień     | Rok  | Miejscowość    | Konkurencja       | Zwycięzca       |
| ------- | --------- | ---- | -------------- | ----------------- | --------------- |
| 12.     | 8 lutego  | 1998 | Nagano         | Gigant            | Ross Rebagliati |
| 21.     | 15 lutego | 2002 | Salt Lake City | Gigant równoległy | Philipp Schoch  |

### Mistrzostwa Świata
| Miejsce | Dzień       | Rok  | Miejscowość | Konkurencja | Zwycięzca      |
| ------- | ----------- | ---- | ----------- | ----------- | -------------- |
| 11.     | 22 stycznia | 1997 | San Candido | Gigant      | Thomas Prugger |

### Puchar Świata

#### Miejsca w klasyfikacji generalnej
- 1996/1997 - 98.
- 1997/1998 - 51.
- 2000/2001 - 76.
- 2001/2002 - -

#### Miejsca na podium
1. Grächen – 9 stycznia 1998 (Gigant) - 3. miejsce
2. San Candido – 18 stycznia 1998 (Gigant) - 1. miejsce
3. Asahikawa – 24 lutego 2001 (Gigant równoległy) - 1. miejsce